# Kadaif

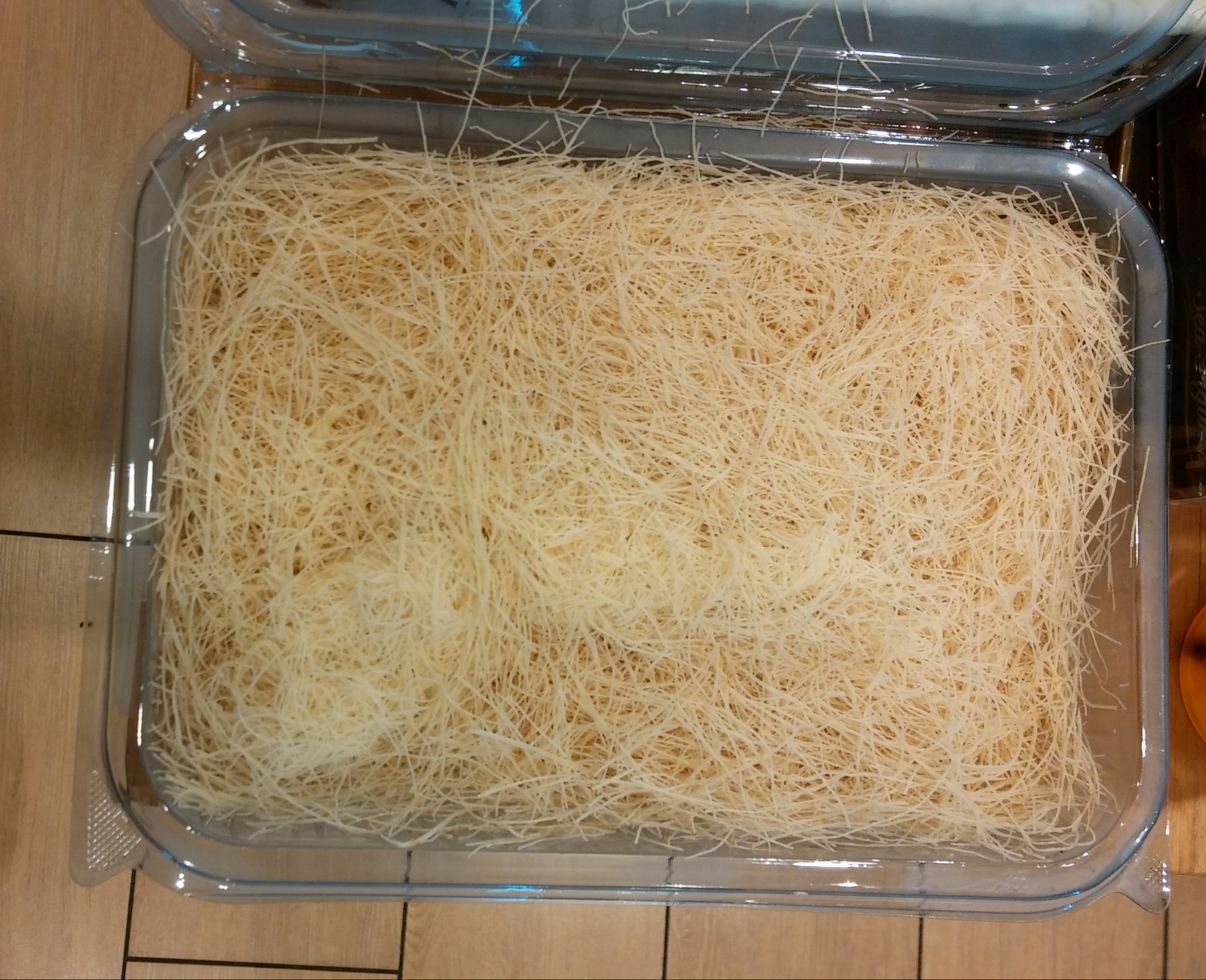
Mì Kadaif

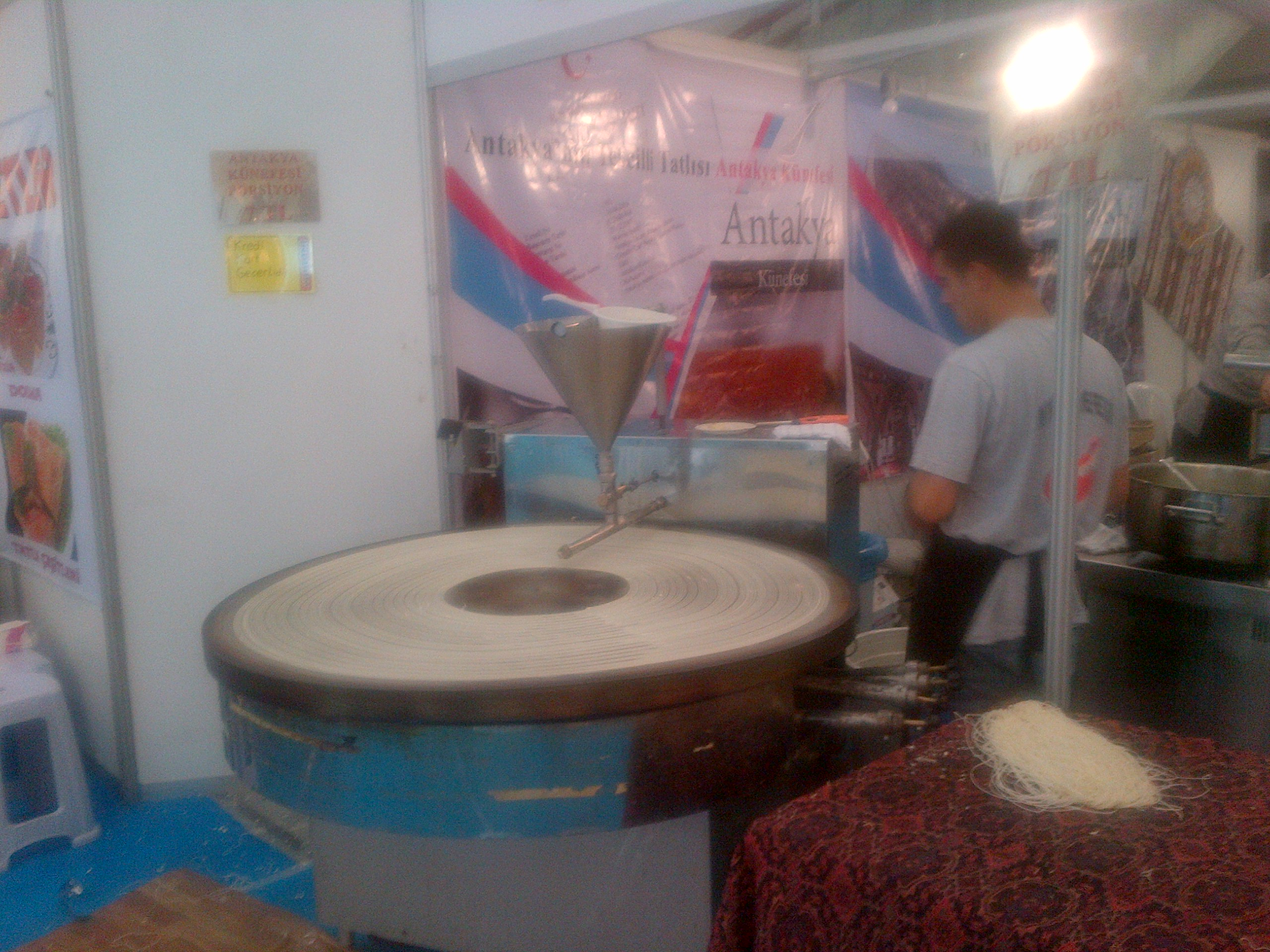
Nhà máy mì Kadaif ở Thổ Nhĩ Kỳ

Mì Kadaif là một loại mì của Thổ Nhĩ Kỳ. Loại mì này được làm bằng bột nhào với nước rồi đổ qua một cái sàng lên khay nấu bằng kim loại. Mì rất ngắn và được sử dụng làm món tráng miệng ở Trung Đông cùng với các thực phẩm khác xung quanh Biển Địa Trung Hải. Đây là một món tráng miệng phổ biến ở Thổ Nhĩ Kỳ, bên cạnh món Baklava.